# Mardaghana Burtukala
Mardaghana Burtukala (arab. مردغانة برتقالة) – wieś w Syrii, w muhafazie Idlib, w dystrykcie Ma’arrat an-Numan, w poddystrykcie Sindżar. W 2004 roku liczyła 531 mieszkańców.